# Horn (Szwecja)
Horn – miejscowość (tätort) w Szwecji, w regionie administracyjnym (län) Östergötland, w gminie Kinda.
Według danych Szwedzkiego Urzędu Statystycznego liczba ludności wyniosła: 543 (31 grudnia 2015), 529 (31 grudnia 2018) i 506 (31 grudnia 2019).